# ファントム/開戦前夜
『ファントム/開戦前夜』（ファントムかいせんぜんや、Phantom）は、2013年のアメリカ合衆国の戦争映画。
監督はトッド・ロビンソン、出演はエド・ハリスとデイヴィッド・ドゥカヴニーなど。
東西冷戦下にあった1968年に、ソ連（当時）のゴルフ型弾道ミサイル潜水艦「K-129」が通常の作戦海域を大きく逸脱した末にハワイ近海で謎の沈没事故を起こした事件を題材にしている。

## キャスト
※括弧内は日本語吹替
- デミトリー（デミ）・ズボフ: エド・ハリス（玉野井直樹） - ソ連のベテラン潜水艦長。
- ブルニー: デイヴィッド・ドゥカヴニー（小杉十郎太） - 秘密兵器「ファントム」の監視役。KGB急進派。
- アレックス・コズロフ: ウィリアム・フィクナー（浦山迅） - 副長。デミの忠実な部下。
- マルコフ: ランス・ヘンリクセン（浦山迅） - 司令官。
- パヴロフ: ジョナサン・シェック（金尾哲夫） - 政治将校。デミの友人。
- セマク軍医: ジェイソン・ベギー（中根徹）
- ソフィ: ダグマーラ・ドミンスク（合田絵利） - デミの妻。
- ティルトフ: ショーン・パトリック・フラナリー（麻生智久） - 閉所恐怖症の技師。
- サーシャ: ジェイソン・グレイ＝スタンフォード（増元拓也） - 新婚の若い士官。
- ソナー技師: ジョーダン・ブリッジス

## 作品の評価
Rotten Tomatoesによれば、批評家の一致した見解は「堅実な俳優陣は題材を高めるためにできることをしているが、『ファントム/開戦前夜』の脚本はあまりにぎこちなくて緊張感が全くなく、同様のテーマの先行作品とは比較にならない。」であり、56件の評論のうち高評価は25%にあたる14件で、平均点は10点満点中4.70点となっている。
Metacriticによれば、22件の評論のうち、高評価は2件、賛否混在は14件、低評価は6件で、平均点は100点満点中40点となっている。